# Thermosoufflante
La Thermosoufflante est un véhicule spécialisé, conçu en France au début des années 1960 par la société Bertin & Cie, utilisé principalement sur les aéroports et les bases aériennes pour dégivrer et déneiger les pistes, voies de roulage et aires de stationnement. Exploitant l’énergie thermo-cinétique d’un réacteur d’avion, elle projette des gaz chauds sur les surfaces à traiter, permettant de faire fondre rapidement neige et glace, même dans des conditions climatiques extrêmes. Introduite en 1961 et modernisée au fil des décennies, notamment avec le modèle TS4 en 1991, la Thermosoufflante est un outil efficace malgré ses coûts d’utilisation élevés, ses nuisances sonores et les précautions nécessaires pour éviter d’endommager les infrastructures.

## Principe
La thermosoufflante, utilisée sur les pistes d'aviations pour le dégivrage et le déverglacement des surfaces aéronautiques, exploite l’énergie thermo-cinétique générée par un réacteur d’avion, pour le dégagement et le dégivrage rapide des pistes, des voies de roulage et des aires de stationnement, même dans des conditions climatiques difficiles. La puissance des jets permet de projeter la neige jusqu'à 60 mètres de part et d'autre de l’axe de la piste en un seul passage, sans provoquer l’accumulation de congères. Lorsqu'il s'agit de verglas, la thermosoufflante ne se limite pas à l’énergie cinétique des gaz expulsés, mais utilise également leur chaleur pour dissoudre efficacement la couche glacée. Les gaz chauds, atteignant une température de 600 degrés Celsius, sont dirigés vers les surfaces à traiter, facilitant ainsi la fonte de la  glace et la neige. Cette méthode, bien qu’efficace, présente plusieurs inconvénients. Son coût d’utilisation est particulièrement élevé en raison de la consommation importante de carburant. Elle s’accompagne également de nuisances sonores notables et d’émissions de gaz polluants. En outre, une mauvaise gestion de la chaleur projetée peut entraîner des dégradations sur les revêtements des surfaces traitées, notamment des brûlures sur les enrobés bitumineux ou la fusion des joints sur les dalles en béton hydraulique. Ces contraintes nécessitent une utilisation précise et maîtrisée pour limiter les impacts environnementaux et structurels. Néanmoins l'utilisation de la thermosoufflante permet de limiter ou d'éviter le recours aux agents chimiques déverglaçants.

## Historique
Avant la Seconde Guerre mondiale, les aéroports disposaient de moyens limités pour faire face à la neige et au verglas. L'apparition des moteurs à réaction durant le conflit a conduit aux premières expérimentations de déneigement thermique. Les Soviétiques faisait rouler des avions à réaction sur les piste pour faire fondre la neige, tandis que les Allemands montaient des réacteurs sur des camions pour souffler et chauffer les surfaces. Ces essais, bien que partiellement efficaces, ont jeté les bases de la thermosoufflante.
Au début des années 1960, Bertin & Cie s'est engagée dans l'optimisation des infrastructures aéroportuaires face aux conditions météorologiques difficiles en concevant des solutions basées sur des technologies aéronautiques, telles que le Turboclair pour dissiper le brouillard en vol et la Thermosoufflante pour le déneigement des pistes. En 1961, la société Bertin & Cie développe la première thermosoufflante, le prototype TS1 visant à tester l'efficacité du dégivrage par réacteur. Les résultats concluants de cette première version ont conduit à la conception d’un modèle optimisé, la thermosoufflante TS2, directement dérivée du prototype initial et destinée à un usage opérationnel.

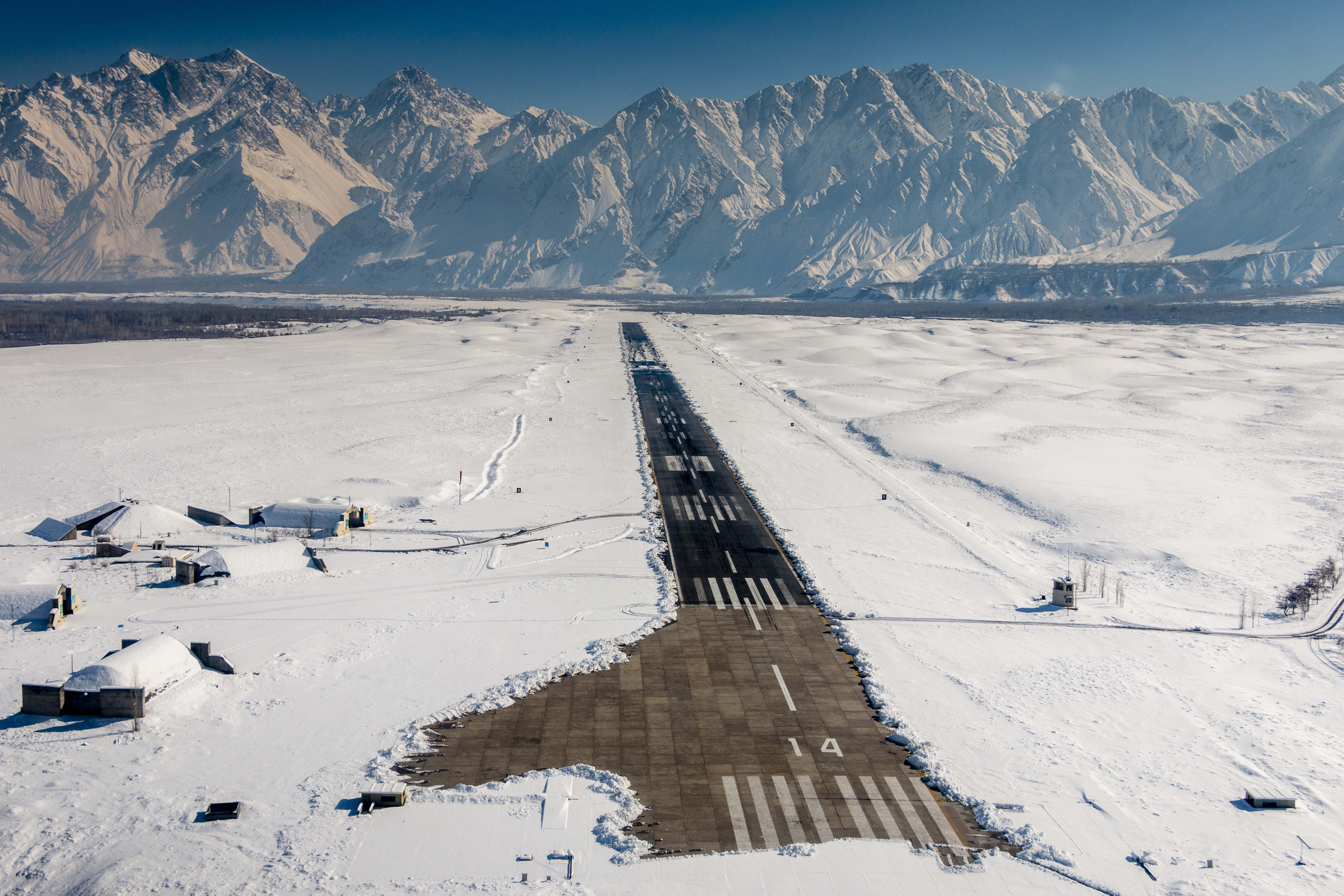
Piste d'aviation déneigée

En 1966, l’aéroport de Strasbourg exploite une thermosoufflante pour le dégivrage et le déneigement des pistes,. En 1967, la thermosoufflante est acquise auprès de l’entreprise Bertin & Cie par l’armée de l’Air, l’aéroport de Bruxelles, l’aéroport de Roissy et l'aéroport d'Orly. L'aéroport d'Orly fait l'acquisition d'une seconde thermosoufflante en 1970. En 1971, une publicité pour le modèle TS2 de la thermosoufflante mentionne que 24 aéroports sont déjà équipés de ce type d'appareil.En 1975, la société Bertin & Cie a reçu deux nouvelles commandes de thermosoufflantes du modèle TS2, l'une destinée à l'aéroport de Bruxelles-National et l'autre à l'aéroport de Roissy-Charles de Gaulle. Ces acquisitions portent à 29 le nombre total de thermosoufflantes Bertin en service sur 25 aéroports civils et bases militaires.En 1976, la Régie belge des voies aériennes a passé commande auprès de la société Bertin & Cie d'une troisième thermosoufflante de modèle TS2, destinée à l’aéroport d’Anvers-Deurne. En 1991, la société Bertin, en partenariat avec Sovam Industries, a mis au point une nouvelle génération de Thermosoufflante, le modèle TS4. Cette nouvelle version est fabriquée à 14 exemplaires pour l’armée de l’Air française.

## Conception
Conçue par Bertin & Cie, la Thermosoufflante est optimisée pour une vitesse opérationnelle comprise entre 3 et 10 km/h. Elle est capable de dégager en une heure une piste de 3 000 mètres recouverte de 10 centimètres de neige.

### Châssis
La Thermosoufflante est construite sur un châssis-cabine dérivé d'un châssis commercial basé sur un soubassement de car SAVIEM S 45 . Ce châssis, doté d’un plancher métallique, intègre un moteur thermique, une boîte de vitesses à quatre rapports avant et un rapport arrière, ainsi qu'un pont arrière à double démultiplication. L’ensemble repose sur deux essieux au sol auquel s'ajoute une remorque-citerne d’une capacité de 10 000 litres, destinée aà l’alimentation en carburant du turboréacteur.  Un réservoir tampon de 400 litres , situé sur le châssis-cabine, assure l’interconnexion entre la citerne et le turboréacteur. Depuis la cabine, les déviations des jets peuvent être ajustées indépendamment, permettant un contrôle précis de l’orientation des flux d’air chaud.

### Turboréacteur

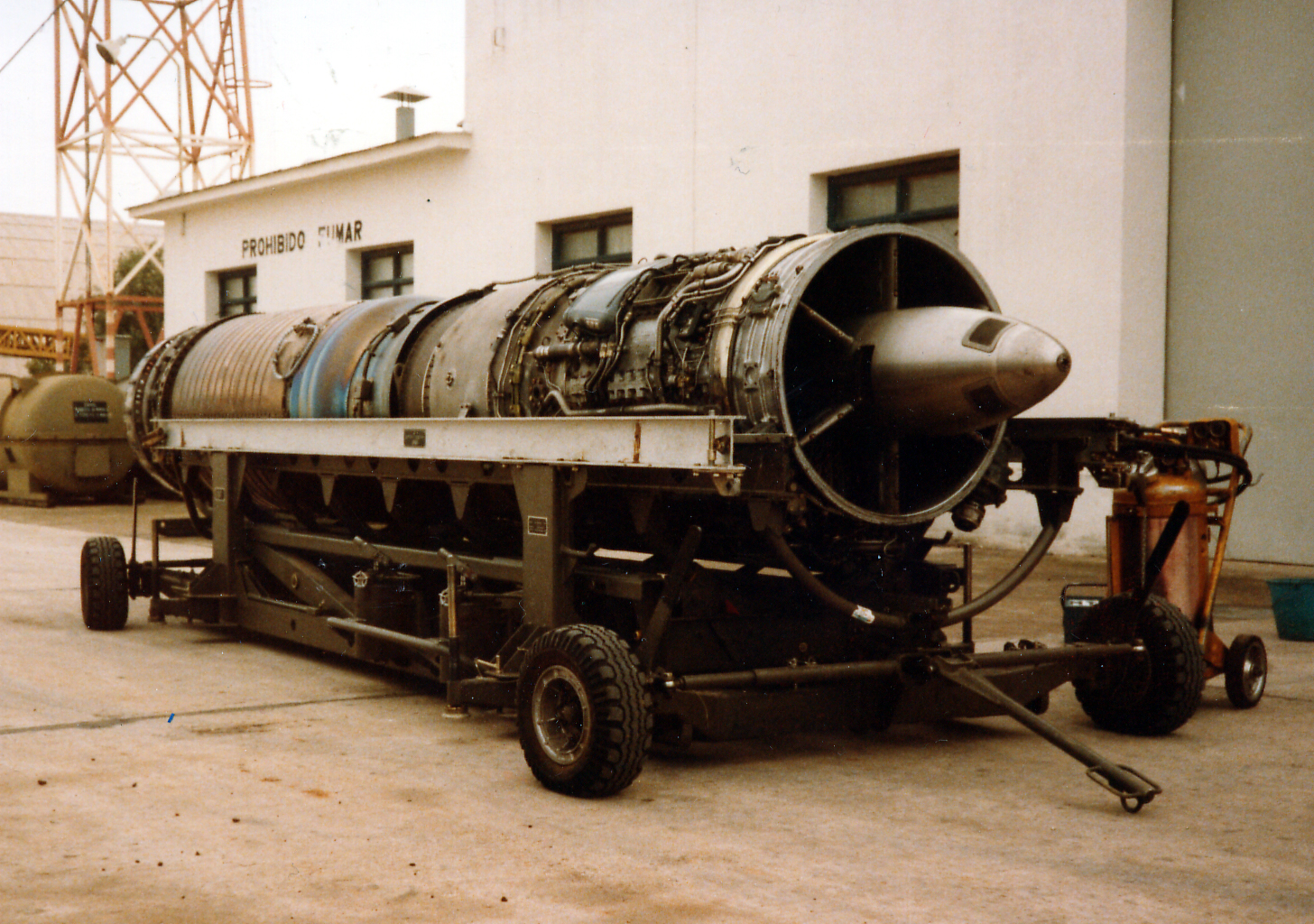
Turbo réacteur de type SNECMA Atar

L’énergie thermo-cinétique nécessaire pour déneiger les surfaces est générée par un turboréacteur réformé de type SNECMA Atar qui équipait les  Mirage III . Les gaz d’échappement du réacteur sont dirigés vers un conduit central alimentant quatre tuyères réparties en deux groupes, deux tuyères semi-circulaires situées à l’avant du véhicule et deux tuyères latérales positionnées plus en arrière, à 7 mètres de l’axe longitudinal. Orientées au ras du sol et presque parallèlement à celui-ci, les tuyères semi-circulaires sont disposées de manière opposée et perpendiculaire au sens de déplacement afin d’équilibrer les forces de poussée. Leur disposition garantit une couverture homogène de la surface traitée, évitant ainsi toute zone non dégagée. Le système de tuyères est en acier inoxydable, assemblés par soudure et compensés par des joints coulissants étanches garnis d’amiante. Les tuyères latérales, équipées d’extrémités articulées verticalement, permettent d’ajuster la portée des jets. Elles peuvent être repliées le long du châssis afin de s’adapter aux voies de circulation étroites ou de faciliter les déplacements sur route. Chaque sortie est dotée de volets de déviation en acier réfractaire, orientables indépendamment grâce à des commandes hydrauliques. L’ensemble réacteur, conduits et tuyères est fixé à un bâti tubulaire pivotant verticalement par commande hydraulique, permettant d’ajuster la hauteur des sorties par rapport au sol et d’adopter une position surélevée pour le transport routier.

### Utilisation
Au sein des bases aériennes de l'Armée de l'air française trois personnes sont nécessaires pour opérer ce véhicule, un conducteur de l’ESTC (Escadron de Soutien Technique Commun), un motoriste de l’ESTA (Escadron de Soutien Technique Aéronautique) pour surveiller le moteur et ajuster l’inclinaison des tuyères, et un contrôleur de l’ESCA (Escadron des Services de la Circulation Aérienne) pour assurer les communications avec la tour de contrôle.De plus , trois camions de pompiers entourent l’appareil au moment de son démarrage, afin d’intervenir rapidement en cas de départ de feu.

## Caractéristiques
| Moteur thermique                      | Moteur thermique                         |
| ------------------------------------- | ---------------------------------------- |
| Marque et type                        | SAVIEM Fulgur type F 646                 |
| Cycle                                 | 4 temps                                  |
| Nombre de cylindres                   | 6                                        |
| Cylindrée totale                      | 6,84 litres                              |
| Puissance nominale                    | 150 ch à 2 500 tr/min                    |
| Carburant                             | Diesel                                   |
| Réservoir                             | 150 litres                               |
| Turboréacteur                         |                                          |
| Marque et type                        | SNECMA type ATAR G2 sans post-combustion |
| Poussée maxi                          | 3 400 kgf pour un régime de 8 400 tr/min |
| Poussée en utilisation                | 2 300 à 2 700 kgf                        |
| Régime en utilisation                 | 7 000 à 8 000 tr/min                     |
| Consommation horaire                  | 3 300 à 4 000 litres                     |
| Carburant utilisé                     | TRO ou TR4                               |
| Autonomie avec remorque 10 000 litres | 2 h 30 min                               |